# Qualificazioni al campionato europeo maschile under 21 di calcio 2011 - Gruppo 9

## Classifica
| Squadra     | P.ti | G | V | N | P | F  | S  | DR  |
| ----------- | ---- | - | - | - | - | -- | -- | --- |
| Grecia      | 19   | 8 | 6 | 1 | 1 | 13 | 7  | +6  |
| Inghilterra | 17   | 8 | 5 | 2 | 1 | 15 | 7  | +8  |
| Portogallo  | 13   | 8 | 4 | 1 | 3 | 12 | 8  | +4  |
| Lituania    | 5    | 8 | 1 | 2 | 5 | 3  | 11 | -8  |
| Macedonia   | 2    | 8 | 0 | 2 | 6 | 9  | 19 | -10 |

## Risultati
| Arbitro: | Radek Prihoda |

|                                |           |           |
| Mitroglou 7’ 49’ Ioannidis 61’ | Marcatori | 50’ Fazli |

| Arbitro: | Magnus Thorisson |

|  |           |                      |
|  | Marcatori | 77’ Papastathopoulos |

| Arbitro: | Hubert Siejewicz |

|             |           |                                 |
| Ibraimi 34’ | Marcatori | 68’ Sears 83’ (rig.) Cattermole |

| Arbitro: | Drazenko Kovacic |

|                                             |           |               |
| Ukra 25’ 54’ Rui Pedro 63’ João Aurélio 84’ | Marcatori | 26’ Chvedukas |

| Arbitro: | Mauro Bergonzi |

|           |           |              |
| Ninis 40’ | Marcatori | 5’ Sturridge |

| Arbitro: | Valery Vialichka |

|           |           |               |
| Muarem 1’ | Marcatori | 58’ Novikovas |

| Arbitro: | Fautrel |

|                                                      |           |                                         |
| Gibbs 22’ Richards 30’ Carroll 54’ 87’ Hines 67’ 90’ | Marcatori | 42’ Muarem 53’ Ibraimi 58’ (o.g.) Gibbs |

| Arbitro: | Stanislav Sukhina |

|                                     |           |                  |
| Koutsianikoulis 3’ Papadopoulos 90’ | Marcatori | 83’ Miguel Vítor |

| Arbitro: | Mark Courtney |

|            |           |                  |
| Muarem 68’ | Marcatori | 90’ Adrien Silva |

| Arbitro: | Yuriy Moseychuk |

|                     |           |  |
| Koutsianikoulis 79’ | Marcatori |  |

| Arbitro: | Pavel Olsiak |

|              |           |  |
| Zagurskas 5’ | Marcatori |  |

| Arbitro: | Thorsten Kinhöfer |

|          |           |  |
| Rose 40’ | Marcatori |  |

| Vilnius 17 novembre 2009, ore 16:00 CET | Lituania  | 0 – 0 referto | Inghilterra | Vėtra\| Arbitro: \| Jiri Jech \| |
| Arbitro:                                | Jiri Jech |               |             |                                  |

| Arbitro: | Fredy Fautrel |

|                           |           |                 |
| Rui Pedro 51’ Yazalde 74’ | Marcatori | 90+2’ Dimoutsos |

| Arbitro: | Marijo Strahonja |

|                |           |                                         |
| Delfouneso 90’ | Marcatori | 28’ K. Papadopoulos 49’ I. Papadopoulos |

| Arbitro: | Daniele Orsato |

|  |           |          |
|  | Marcatori | 16’ Ukra |

| Arbitro: | Michael Lerjéus |

|  |           |               |
|  | Marcatori | 32’ Sturridge |

| Arbitro: | Ionut Marius Avram |

|                 |           |                           |
| Georgievski 64’ | Marcatori | 39’ Siovas 80’ Papazoglou |

| Arbitro: | Matej Jug |

|                                  |           |  |
| Welbeck 62’ 90+1’ Albrighton 79’ | Marcatori |  |

| Arbitro: | Thoroddur Hjaltalin |

|                                    |           |                       |
| Bebé 23’ Bura 87’ João Silva 90+2’ | Marcatori | 90+4’ Altiparmakovski |